# Ol Doinyo Eburru
El Ol Doinyo Eburru es un complejo activo de volcanes situado en el Gran Valle del Rift, en Kenia, al noroeste del lago Naivasha. Se está explotando para obtener energía geotérmica. La reserva de Soysambu está situada al norte del macizo, entre el lago Elmenteita al este y el lago Nakuru al oeste.

## Geología
El Eburru forma parte de un grupo de volcanes en la grieta que también incluye al Suswa, Longonot, Olkaria, Elmenteita y Menengai. Está separado del volcán Olkaria al sur por las llanuras de Akira. En esta parte de la grieta, el margen oriental está cubierto por tobas traquíticas, a menudo ignimbritas, y algunas lavas traquíticas. El margen occidental está cubierto por pómez traquítica y pantelerítica, así como por depósitos de caídas de ceniza expulsadas por el Eburru.

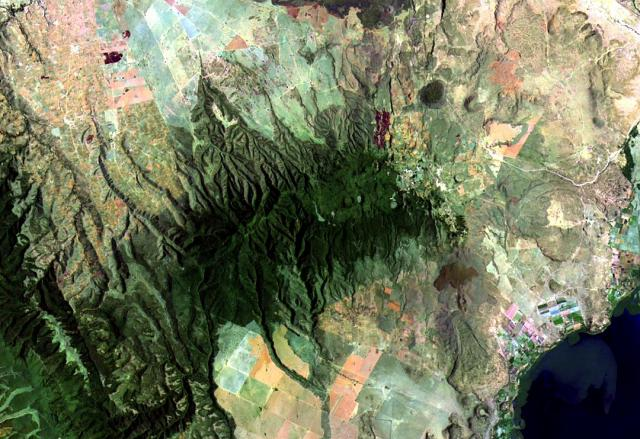
Imagen Landsat del Eburru. Lago Naivasha en la esquina inferior derecha. Flujos de lava de las Tierras Baldías de Elmenteita en el centro superior

El macizo de Eburru se eleva a 980 metros sobre el fondo de la grieta. Se desarrolló en tres etapas. Los productos de la primera etapa, en el oeste, están ahora enterrados en su mayor parte, aparte de pequeños afloramientos de lava pantellerítica. La segunda etapa formó la cresta de Waterloo, de 19,5 kilómetros, en el lado oriental del macizo. Estas rocas proceden de una serie de erupciones piroclásticas originadas en una zona de falla. La tercera etapa creó cráteres, pequeños conos, cúpulas y flujos de lava. La cumbre cuenta con más de cincuenta cráteres con diámetros que van desde los 200 metros hasta los 1,25 kilómetros. El lapilli de piedra pómez y los lechos de ceniza de estos centros cubren la mayor parte del macizo, así como el desnivel occidental de la grieta. Las formaciones más jóvenes no tienen más de unos cientos de años.
El macizo de Eburru hoy tiene forma de cresta y está erosionado, con una orientación este-oeste. El complejo volcánico tiene un área de 470 kilómetros cuadrados (181,5 mi²) . Hay dos cumbres, la colina Eburru y la colina Oeste. Hay cráteres jóvenes en la parte este de la cresta. El flanco este tiene cúpulas riolíticas que probablemente fueron creadas en el Holoceno y todavía están cubiertas de vegetación solo en parte. Hay fumarolas generalizadas en conos de ceniza y cráteres a lo largo de las fallas del macizo.

## Desarrollo geotérmico
En octubre de 2009, Geothermal Development Associates anunció que había firmado un contrato con Kenya Electricity Generating Company Limited para diseñar, suministrar y poner en marcha una central geotérmica de pozo en Eburru. La planta incluiría un generador de turbina de vapor de 2,5 MW fabricado por Elliott Turbomachinery en Jeannette (Pensilvania). Se calcula que Eburru podría soportar una central geotérmica de 20 MW.